# Paralelní příze
Paralelní (ovíjená) příze
(angl.: wrapped yarn, něm.: Umwindungsgarn) je délková textilie sestávající z jádra z rovnoběžně uložených, nezakroucených vláken nebo přízí a z pláště vytvořeného spirálovitým ovinem z jedné nebo dvou nití.

## Způsoby výroby
Ovíjené příze se vyráběly původně a po desetiletí jen na prstencových skacích strojích se speciálním podávacím zařízením.
V 70. letech minulého století byla vyvinuta technologie ovinování s dutým vřetenem. Jádro příze prochází bez zakrucování dutinou vřetene, na kterém je navlečena cívka s ovinující nití. Otáčky vřetene mohou dosáhnout až 35000/min. (dvoj- až trojnásobek oproti prstencovým strojům). Oviny se mohou klást tak hustě, že zcela pokryjí paralelní jádro příze.
Podobná technologie jako ovíjení s dutým vřetenem je tzv. X direction filament wrap spinning system
(přibližně: technologie ovíjení zkříženými filamenty) patentovaná asi o 10 let později. Zařízení sestává ze dvou dutých vřeten, na kterých jsou navlečeny cívky s nitěmi, které se ovijí kolem probíhajícího jádra ve vzájemně protichůdném směru.

## Vlastnosti ovíjené příze
K výrobě se dají použít všechny hlavní textilní materiály. Příze s jednosměrným ovinem sestávají z cca 90 % z jádra, mají zhruba stejnou pevnost a jsou zpravidla stejnoměrnější než srovnatelné výrobky od prstencových dopřádacích strojů.
Příze se zkříženými oviny mají až o 10 % vyšší pevnost, obzvlášť pro ovíjení elastomerů je tato technologie technicky výhodnější, avšak dražší.

## Uplatnění
Ovinování se používá zejména
- k výrobě elastických přízí. Příze se používají hlavně na tkané a pletené sportovní oděvy[5]
- ke skaní efektních přízí na ruční pletení a bytové textilie
- (pokusně) ke skaní přízí s vynikajícími vlastnostmi (high performance yarns).[6]

Stroje na výrobu efektních přízí se staví s jedním nebo i se dvěma dutými vřeteny za sebou a případně v kombinaci s prstencovým skacím strojem.